# Aurigoniella dutrai
Aurigoniella dutrai är en insektsart som beskrevs av Takiya, Mejdalani, et Felix 2001. Aurigoniella dutrai ingår i släktet Aurigoniella och familjen dvärgstritar. Inga underarter finns listade i Catalogue of Life.